# Project Independence
Project Independence (en français : projet indépendance) est une initiative annoncée par le président américain Richard Nixon le 7 novembre 1973 en réaction à l'embargo pétrolier imposé par les membres arabes de l'Organisation des pays exportateurs de pétrole, qui a provoqué le premier choc pétrolier. S'inspirant du projet Manhattan, le projet visait à assurer l'indépendance énergétique des États-Unis d'ici 1980 par le développement d'un éventail de mesures d'économie d'énergie et le développement de sources d'énergies alternatives. Dans son discours, le président Nixon a soutenu que la science, la technologie et l'industrie américaines pouvaient libérer le pays de la dépendance à l'égard du pétrole importé.
Plusieurs initiatives importantes ont été mises en place dans le cadre de Project Independance, dont la limitation des limites de vitesses sur les autoroutes à 55 mi/h (90 km/h), la conversion des centrales thermiques au fioul vers le charbon, la mise en service de l'oléoduc trans-Alaska et le financement d'infrastructures de transport en commun par la réallocation de certains budgets fédéraux alloués à la construction d'autoroutes.
Mais, durant la période 1980-2010, les États-Unis ont dû importer pour un minimum, en 1983, de 1 843 744 000 barils de produits pétroliers et un maximum, en 2005, de 5 003 082 000 barils.